# Burgruine Mitterberg

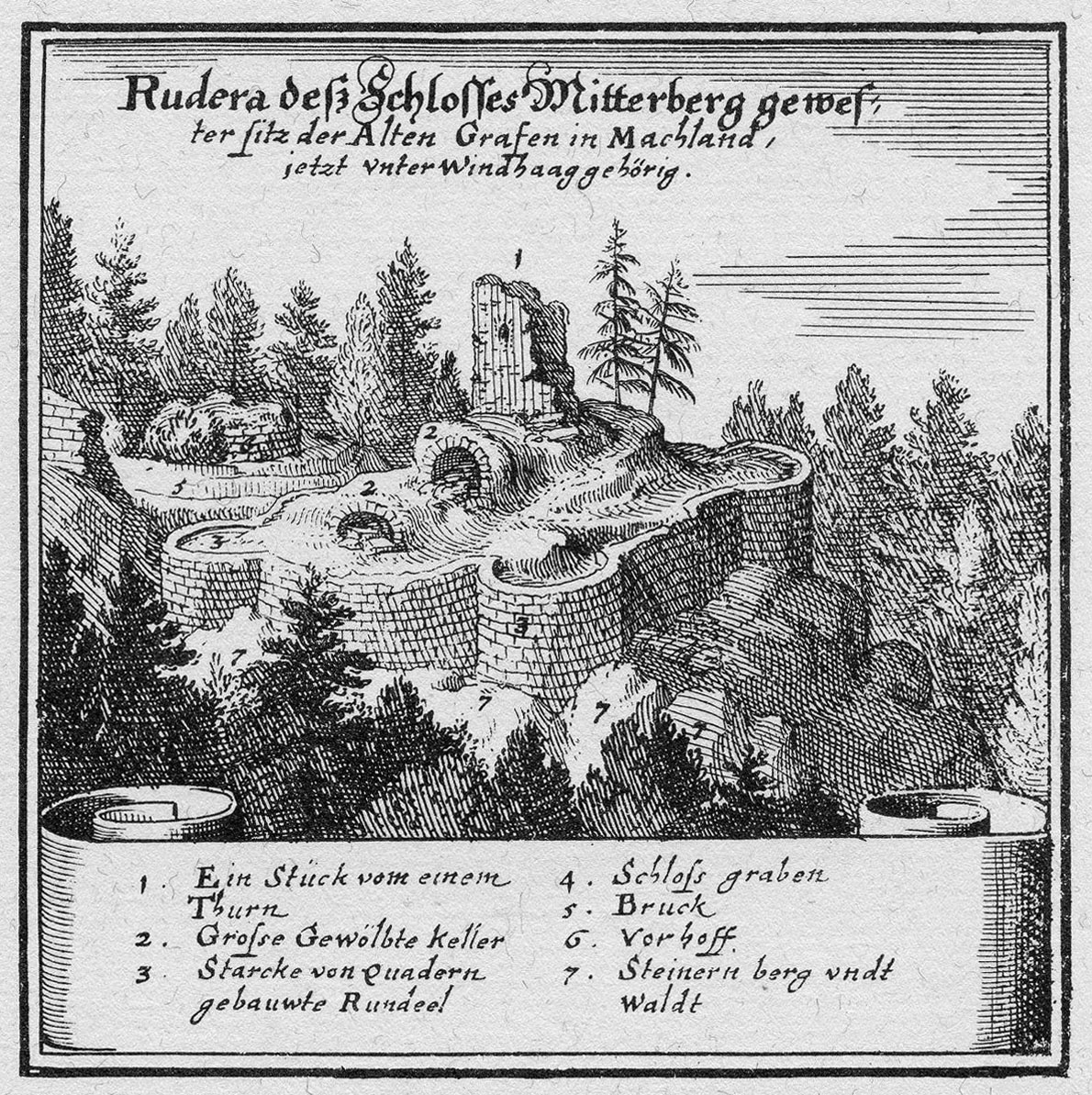
Hauptburg von Mitterberg. Jahr 1654

Die Burgruine Mitterberg liegt in Oberösterreich östlich der Stadt Perg verborgen im Waldgelände. Ehemals war Mitterberg die größte Burganlage im Mühlviertel. Burg Mitterberg war ab 1278 und bis 1533 der Sitz des Landgerichtes Machland und damit der Verwaltungsschwerpunkt für das Territorium Machland.

## Lage
Die Burganlage Mitterberg („der mittlere Berg, die m. Burg“) liegt ziemlich genau in der Mitte zwischen der Burg Perg und der Burgkirchenanlage Pergkirchen der Herren von Perg und Machland. Erreichbar ist die Burganlage über forstliche Wege etwa 250 m südwestlich der Siedlung Mitterberg. Unterhalb der Burganlage fließt im Westen der Thurnhofbach (früher Lembach oder Mitterbergbach genannt) vorbei. Auch dort gibt es einen Weg. Der Thurnhofbach erreicht die Ebene und Ortschaft Thurnhof im Süden nach etwa 800 m. Mitterberg ist Privatgelände. Kein Denkmalschutz.
- Karte mit allen Koordinaten der Burgruine Mitterberg:
- OSM |
- WikiMap

## Beschreibung
Die Burganlage entwickelte sich im Mittelalter zur größten Burganlage des Mühlviertels in Oberösterreich. Die Anlage sollte vermutlich so wie die vielen anderen Burgen im Mühlviertel der Sicherung des Machlandes gegen böhmische, ungarische und türkische Einfälle dienen.
Der weitläufig erhaltene Burgstall erstreckt sich auf einer Länge von ~230 m von Norden nach Süden. Seine Breite schwankte von ~100 m beim Meier- und Vorhof im Norden bis ~50 m bei der Hauptburg im Süden. Der Prospekt von Clemens Beutler von 1664 zeigt uns den gesamten Burgstall. Fast alle Erdwerke und leider nur wenige der mit Steinquadern erbauten Mauern sind bis heute erhalten und begehbar. Hier die Beschreibung von Norden nach Süden:
I. Zuvorderster Graben im Norden. Der Graben mit einem kleinen Gerinne führte vom Thurnhofbach ausgehend bergauf bis zum Eingangstor und vermutlich weiter.
II. Eingangstor (Lage). Vom Torbauwerk fehlt jede Spur. Vielleicht war es ein Holzbauwerk. Jetzt beginnt dort auch die jüngere Erschließungsstraße, die westlich um den Rand der Vorburgen herum bis hin zum dritten Abschnittsgraben (Schlossgraben) führt.
Andreas von Prag ließ bereits 1564 Teile der Burg abbrechen, um die gewonnenen Steinquader für sein Schloss Pragtal zu verwenden. Andere Leute machten es ihm nach. Die jüngere Erschließungsstraße half dabei.
III. Meier- und Vorhof. Er war mit ~100 m ziemlich breit. Das Plateau besaß neben dem Meierhof ein eigenes kleines Verteidigungsrondell mit mittlerem Durchmesser ~9 m. Rondell sowie Umfassungsmauern oder Wälle sind im Gelände nur mehr schwach zu erkennen. Die jüngere Erschließungsstraße durchquert dieses Gelände.
IV. Erster Abschnittsgraben. Er führte vom Thurnhofbach ausgehend bergauf. Dort, wo die jüngere Erschließungsstraße den Graben quert, war früher eine Grabenbrücke. Der Graben läuft dann weiter als ein die Burganlage im Nordosten beschützender tiefer langer Graben. Im Nordosten wird er begleitet von einem Außenwall. Dieses Grabensystem ist noch immer eindrucksvoll.
V. Erste Vorburg (Lage). Im Ostbereich am Rand des Vorburgplateaus gibt es erhebliche Bodenwülste und Vertiefungen. Burgenforscher sehen darin Reste von Gebäuden. Eine runde Vertiefung im Zentrum legt einen Brunnen nahe. Im Südbereich beherrscht das Vorburgplateau ein eindrucksvoller hufeisenförmiger Wall. Er war innen mit einer Steinmauer ausgekleidet im Sinne einer Contrescarpe mit Durchmesser ~22 m. Reste davon sind erhalten. Dieser Wall hat zwei zusätzlich erkennbare Einschnitte. Der große Einschnitt kann als Eingang in die Wallanlage bzw. in das Innere der Burg gedeutet werden. Der Beutler-Prospekt von 1664 zeigt uns dort auch Gebäude. Im Zentrum dieses Walls steht weiters eine hufeisenförmige Wehrmauer, Innendurchmesser ~6,5 m, Wandstärke ~1,5 m. Alles zusammen genommen kann die Wallanlage als moderneres Kanonenrondell für größere Geschütze (Festung) angesehen werden. Es hat große Ähnlichkeiten mit dem bekannten Kanonenrondell Sarmingstein III. Im Westbereich am Rand des Vorburgplateaus und zum Thurnhofbach hin sind noch weitere Vorburgflächen erkennbar. Eine dortige runde Vertiefung lässt an einen kleinen Turm denken. Damit erreicht die erste Vorburg eine Breite von ~100 m. Die ergänzenden Vorburg-Umfassungsmauern erhielten sich als Steilabfall.
VI. Zweiter Abschnittsgraben. Auch dieser überdauerte eindrucksvoll. Von einer zu vermutenden Grabenbrücke blieben keinerlei Spuren.
VII. Zweite Vorburg (Lage). Sie war kleiner, nur ~50 m breit. Im Nordbereich sind Bodenwülste als Sockelmauern von Gebäuden erkennbar. Auch der Beutler-Prospekt von 1664 zeigt dort Gebäude. Eine runde Vertiefung könnte eine Zisterne andeuten. Im Südbereich dieser Vorburg beherrschte ein hoher Rundturm alles, speziell aber beschützte er die Hauptburg. Das erhaltene Sockelmauerwerk hat Innendurchmesser ~4 m und Außendurchmesser ~12 m. Hier lagen einmal 7 Stück abgestürzte Kanonen am Boden. Es ist der Beutler-Prospekt von 1664, der uns darüber unterrichtet. Eigenartigerweise ist das Sockelmauerwerk nicht geschlossen. Es hat im Nordosten eine Unterbrechung in der Art eines Ganges ins Innere. Zusätzlich zum Rundturm beschützte eine Schildmauer die Hauptburg. Nur die Beutler-Prospekte von 1654 und 1664 lassen uns diese massive Mauer noch erahnen. Denn sichtbare Spuren fehlen. Die sonstigen ergänzenden Vorburg-Umfassungsmauern erhielten sich als Steilabfall.
VIII. Dritter Abschnittsgraben. Schlossgraben. Auch dieser überdauerte eindrucksvoll. Von der Grabenbrücke erhielten sich keine Spuren. Im Beutler-Prospekt von 1654 gibt es die Brücke aber doch zu entdecken: Die Bruck (Nr. 5) befindet sich zwischen einem Rest Schildmauer (ohne Nr.) und einem Rest Rundturm (Nr. 6) und führt über den Schlossgraben (Nr. 4).
IX. Hauptburg im Süden (Lage). Das Burgplateau mit Außenmaßen ~50 × 50 m lag ~38 m über dem Thurnhofbach. Dort stand einst das Hauptgebäude (Wohnturm, Palas) mit Außenmaßen ~15 × 20 m. In der Nähe des Hauptgebäudes erhielt sich ein eindrucksvoller gewölbter Keller. Daneben erkennbar sind ein gewölbter Abgang zur Burgkapelle und massive Mauerreste mit einer Türöffnung. Die Umfassungsmauer ist nun nur noch als Steilabfall erkennbar. Südlich gibt es noch Fundamentmauern von drei Schalentürmen (zwei Ecktürme, ein Halbturm) aus Quadersteinen. Bei Grabungen knapp unterhalb des Hauptgebäudes legte Heimatforscher Leopold Mayböck Keramikfragmente und Eisenteile frei, die sich heute im Heimathaus-Stadtmuseum Perg befinden. Der Fund von Eisenteilen belegt die unglückshafte Zerstörung der Hauptburg.
X. Meierhof (Lage). Als eigentlicher Meierhof außerhalb der Burganlage gilt das benachbarte Gehöft Braitenaichinger (moderne Adresse Perg, Lehenbrunn 14).

## Geschichte
Die Vögte und Herren von Perg und Machland waren wahrscheinlich jene, die die ersten Befestigungen auf dem Felsplateau der späteren Hauptburg errichten ließen. Das Geschlecht von Perg und Machland gehörte gegen Ende des 11. Jh. zu den einflussreichsten Geschlechtern in der Mark Ostarrichi (Österreich). Als namentlich bekannter Burgengründer kommt Rudolf III. von Perg (* 1085; † 1135) in Frage. Belegt ist der Burgenname Mitterberg seit 1165. Ein Wernhardus de Mitterperg tritt als Zeuge auf.
Zumindest 1180 gab es Aufregendes. Die Burg gehörte 1180 vermutlich zu jenen Gütern, die der Babenberger Herzog Leopold V. für sich einzog (beschlagnahmte). Der Grund war, dass Burginhaber Friedrich II. von Perg (* 1150; † 1191) den herzoglichen Richter Sintram von Klosterneuburg bei einem Streit totgeschlagen hatte. Später erhielt Friedrich II. von Perg die Burg als Lehen allerdings zurück.
Spätestens 1191, nach dem Tod von Friedrich II. von Perg am 15. Juli 1191 im Morgenland beim Kreuzzug Kaiser Friedrich Barbarossas, und nachdem seine Witwe Agnes von Wald mit Sohn Friedrich III. von Perg (* 1180; † 1218) nach Wald an der Alz weggezogen waren, folgten als Inhaber der Burg Personen des niederen Machländer Adels, die sich Mitterberger nannten. So werden in Urkunden beispielsweise genannt: 1208 ein Gumpoldus und Marquardus de mitterberc, 1227 ein Dietricus und Chunradus de Mitterberch, 1240 ein Chunradus und Otto de Mittirberch. Letzter Mitterberger war Ulrich III. von Mitterberg († 1360).
Als Inhaber der Burg folgten dann die angesehenen Adelsgeschlechter der Kapeller und der Liechtensteiner.
1277 belehnte Herzog Albrecht I. von Österreich Ulrich II. von Kapellen (* 1250; † 1301) mit der Herrschaft Mitterberg. Dieser Ulrich II. wurde 1279 auch Hauptmann vom Land ob der Enns (Oberösterreich) und 1281 auch der Landrichter des Landgerichtes Machland mit Sitz auf Burg Mitterberg. Dadurch kam bald darauf statt Landgericht Machland der Name Kapeller Landgericht in Umlauf.
Die Kapeller bauten die Burg aus und bewohnten sie auch selbst. Janns I. (Hans) von Kapellen (* 1297; † 1354) errichtete 1351 im Bereich der Hauptburg die Burgkapelle zu Ehren der heiligen Maria (Marienkapelle). Für diese Burgkapelle bewilligte der Abt von Stift Melk als zuständiger geistlicher Lehensherr der Pfarrkirche Pergkirchen sogar einen Kaplan. Letzter der Kapeller auf Mitterberg war Eberhard II. von Kapellen († 1406). Seine Tochter Dorothea von Kapellen († 1426) heiratete Hartneid V. von Liechtenstein († 1427). Burg Mitterberg kam so zunächst an die Liechtensteiner.
1486 gab es besonders Aufregendes. Burginhaber Christoph III. von Liechtenstein († 1506) hatte als Anhänger eines Adelsbündnisses gegen Kaiser Friedrich III. (* 1415; † 1493) die Burg gewaltig aufgerüstet. Mit der mit Schalentürmen (Kanonenrondellen) gesicherten Hauptburg und zwei großen bewehrten Vorburgen im Norden wurde die Burg zur stärksten Festung im Lande. 1486 griffen nun starke kaiserliche Truppen unter Führung von Landeshauptmann Gotthard von Starhemberg († 1493) die Burg an. Es entstanden große Zerstörungen. Ob die Festung wirklich bis ins Letzte erobert wurde, blieb ein Geheimnis.
Jedenfalls bekam die ramponierte Burg ab 1491 neue kaisertreue Inhaber. Diese waren: 1491 Ladislaus Prager († 1514). 1493 Sigmund Prüschenk († 1500/1502) und Heinrich Prüschenk (Diese Prüschenk firmierten dann ab 1495 auch als Grafen von Hardegg und im Machlande). 1524 Freifrau Anna Prager (Witwe des Ladislaus Prager. † 1534). Alle diese legten keinen Wert mehr auf Festungsbauten. Wichtig blieb ihnen die Ausübung der Grundherrschaft und das Landgericht Machland.
In der Folge erbauten die Prüschenk in Grein an der Donau in den Jahren 1491 bis 1493 ihre eigene Greinburg, ursprünglich Stettenfels oder auch Heinrichsburg genannt. In Mitterberg blieben nur mehr Pfleger (Burgverwalter). Überlieferte Pfleger waren u. a. 1383–1388 Peter Widmer, 1396–1409 Stefan Piber, 1416–1424 Wilhelm Frodnacher, 1486 Christof Graaber, 1492–1494 Hanns Panhalm. Panhalm war der letzte Pfleger in Mitterberg. 1533 verlegten die Prüschenk das Landgericht Machland von Mitterberg auf ihre Burg in Grein. Das Landgericht Machland wandelte sich zum Landgericht Greinburg und zu anderen kleineren Gerichten.
1564 ließ Freiherr Andreas von Prag (* 1514; † 1569) Quadersteine und Baumaterial in Mitterberg abbrechen, um alles für sein neues Schloss Pragtal zu verwenden. Zurück blieb der Burgstall. Gebäude im Vorburgbereich überdauerten vermutlich noch einige Zeit als Behausungen.

## Das Landgericht Machland auf Burg Mitterberg
Das großräumige Landgericht Machland bestand seit etwa 1227 im Machlandviertel, dem heutigen Unteren Mühlviertel in Oberösterreich. Gerichtssitze und damit Verwaltungsschwerpunkt waren Burg Arbing, Burg Klam und dann Jahrhunderte lang Burg Mitterberg.